# Maunulanpuisto

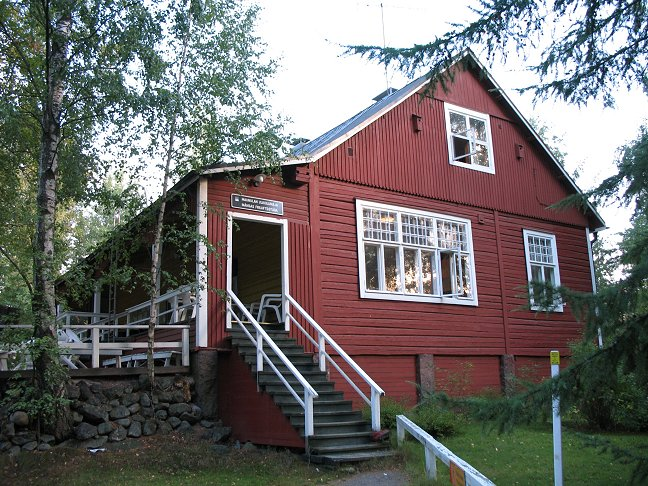
Centre de loisirs de Maunulanpuisto.

Maunulanpuisto (en français : parc de Maunula) est une section  du district de Maunula  à Helsinki en Finlande et aussi une section du quartier de Oulunkylä. C'est aussi une partie du Parc central d'Helsinki.

## Description
Maunulanpuisto a une superficie de 1,29 km2, sa population s'élève à 1 habitant (1.1.2009) et il offre 902 emplois (31.12.2005). La zone logistique du centre de transports routiers située au sud de la route Metsäläntie est comptée dans Maunulanpuisto, c'est pourquoi l'on compte plus de 900 emplois pour 1 seul habitant.